# Rice University (film)
Rice University è un documentario inedito del 1971 diretto da Roberto Rossellini e da Beppe Cino.